# Maxim Atayants
Maxim Atayants (Rjazan', 1º ottobre 1966) è un architetto e artista armeno con cittadinanza russa.

## Biografia
Maxim Atayants (in russo Максим Борисович Атаянц?; in armeno Մաքսիմ Բորիսի Աթայանցnato?) è nato il 1º ottobre del 1966 nella città di Rjazan', a 180 km da Mosca da una famiglia di ingegneri radio di origini armene. Gli antenati paterni di Maxim Atayants provenivano dal villaggio di Karaglukh, nella provincia di Hadrut del Nagorno-Karabakh (Artsakh), dove alla fine del XVIII secolo il capostipite della famiglia realizzò una Chiesa dedicate a Santa Maria.
Nel 1984 egli si è trasferito a San Pietroburgo, iscrivendosi all'Accademia di Belle Arti (Dipartimento di architettura), dove si è laureato nel 1995. La sua tesi progettuale di laurea «Museo della Marina in Kronštadt», essendo la prima che, dopo oltre 30 anni, mostrasse un progetto interamente basato su canoni estetici classici, ha causato una feroce discussione. Nel 1996 questo progetto è stato esposto alla mostra “A Vision of Europe” (Bologna) ed esposto nel relativo catalogo. Nel 1995 Atayants ha partecipato alla Summer School del Prince of Wales’s Institute of Architecture tenutasi in Italia (Roma e Caprarola) e Francia (Biarritz). Nel 1996 si è iscritto all’Ordine degli Architetti di Russia. Alla fine degli anni ’90 Maxim Atayants ha sviluppato numerosi progetti di case private e ristrutturazioni di interni. Dal 1998 al 2000 ha tenuto lezioni per la Facoltà di architettura dell’Università di Roma “La Sapienza” e per l'University of Notre Dame School of Architecture Rome Studies.
Nel 2000 ha creato il suo Studio professionale – Maxim Atayants Architects (MAA) – specializzato in grandi progetti urbanistici.
Dal 1995 è uno studioso dei monumenti architettonici della Grecia e di Roma Antica sopravvissuti fino ad oggi. Nel 2004 – 2010 ha viaggiato attraverso il Medioriente e il Nord Africa, documentando i resti del patrimonio architettonico dell’Impero Romano.
Maxim Atayants è conosciuto come un “partigiano del Neoclassicismo”. Questa scuola di pensiero architettonico sostiene che gli edifici moderni possono e debbono essere creati usando l’ordine e i canoni espressivi dell’architettura classica. Molti grandi architetti contemporanei, come Robert A. M. Stern, Gabriele Tagliaventi, Robert Adam, Pier Carlo Bontempi seguono questa stessa filosofia.

## Opere più significative

### Grafica
In qualità di artista grafico, Atayants ha creato molti lavori, principalmente disegni a penna e/o a pennello, dedicati a paesaggi architettonici che ritraggono:
- l'architettura armena;
- l'architetture della Grecia antica e architetture della Roma antica;
- San Pietroburgo.

Alcuni di questi disegni risultano altresì molto interessanti in quanto materiale documentale relativo a monumenti oggi scomparsi – come per esempio gli edifici di Palmira, recentemente distrutti a causa della guerra.
Le opere di Atayants oggi sono incluse nelle collezioni dello Shchusev Museum of Architecture (Mosca), Museum for Architectural Drawing (Berlino), Pushkin State Museum of Fine Arts (Mosca), Notre Dame School of Architecture, TASIS The American School Lugano.

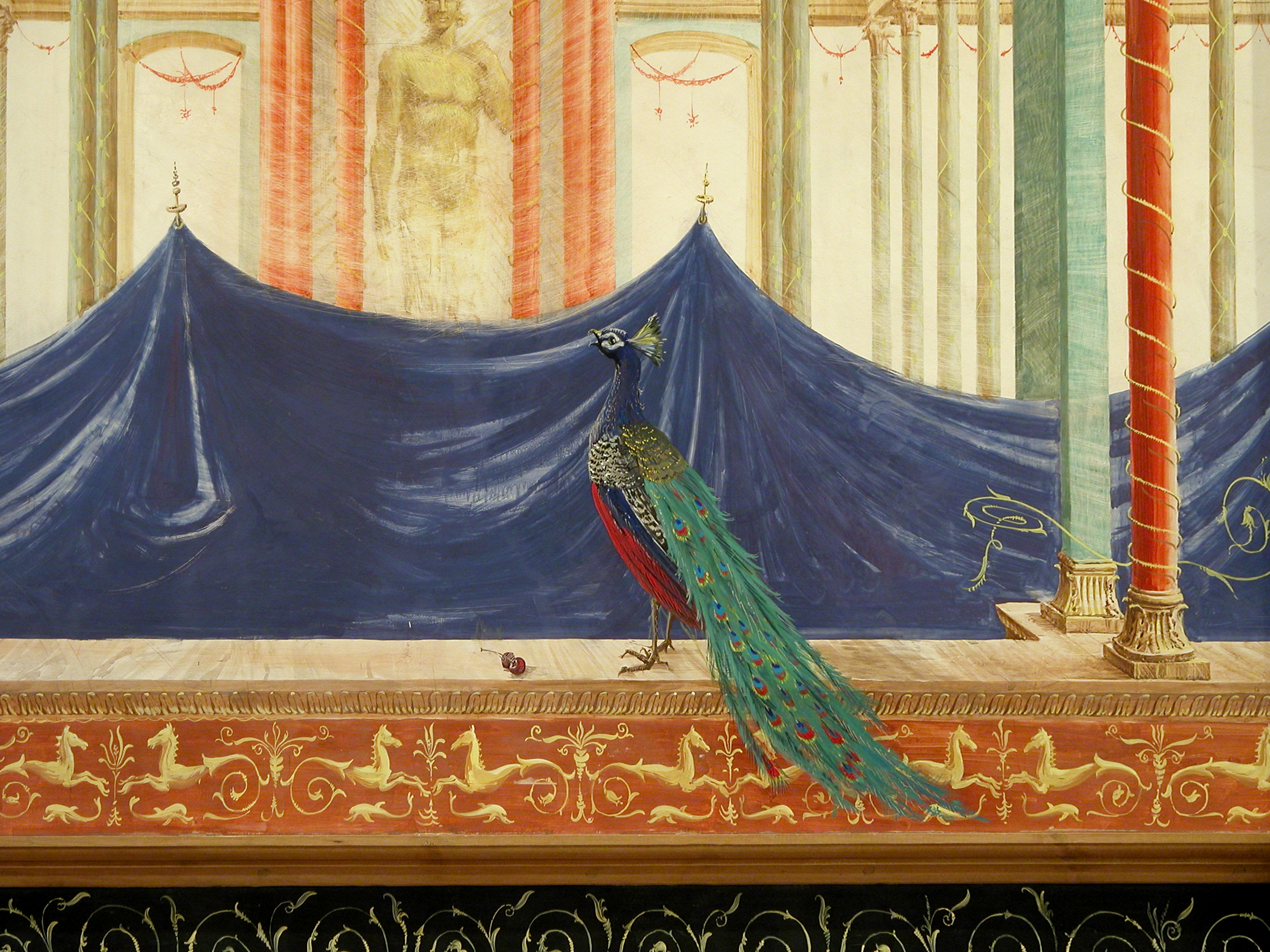
Salotto di Bellezza «Caligula», San Pietroburgo – Affresco di Atayants

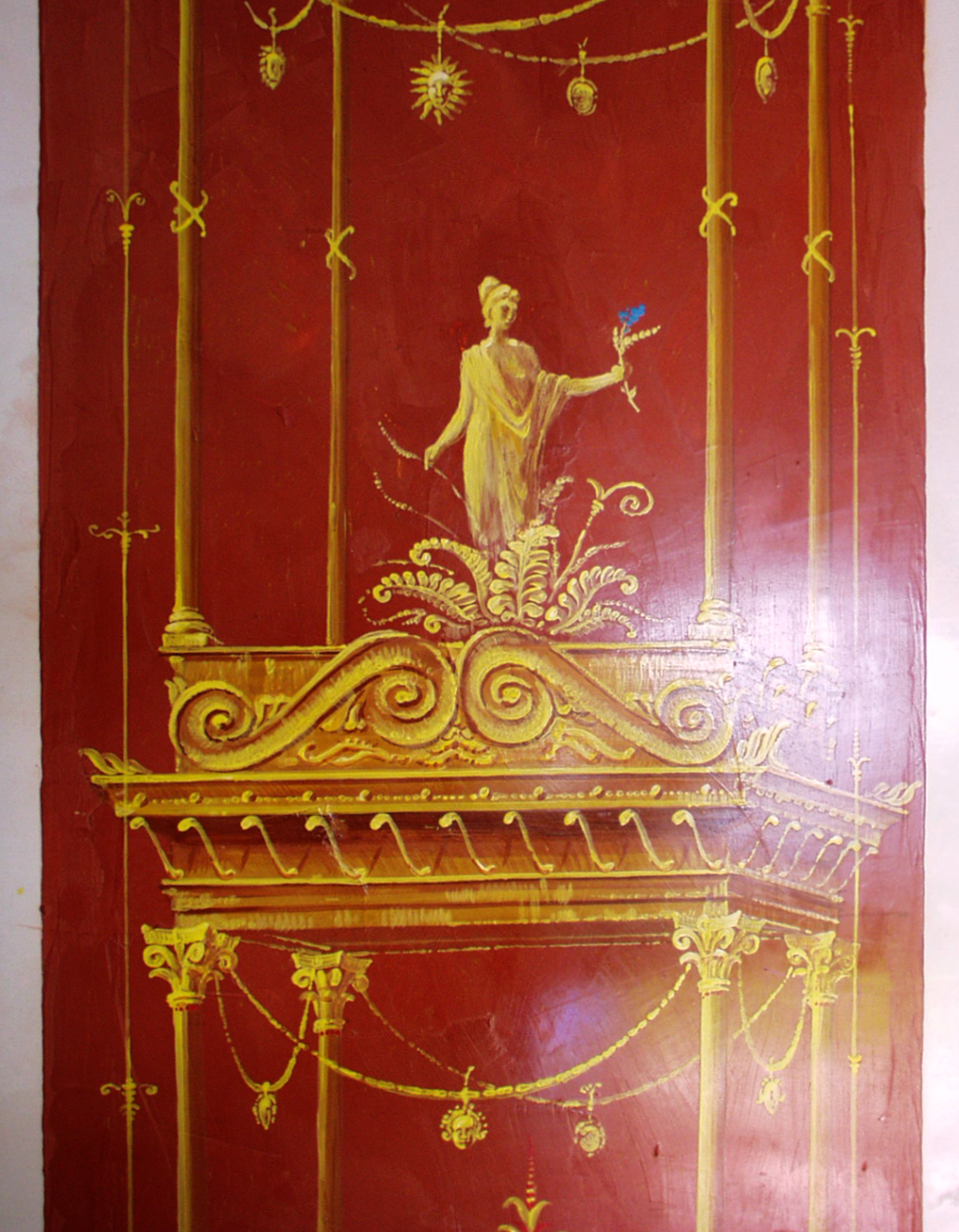
Villa Privata nel Ticino, Svizzera. Affresco di Maxim Atayants

2005 Siria. Palmyra. Tempio di Bel. Temenos

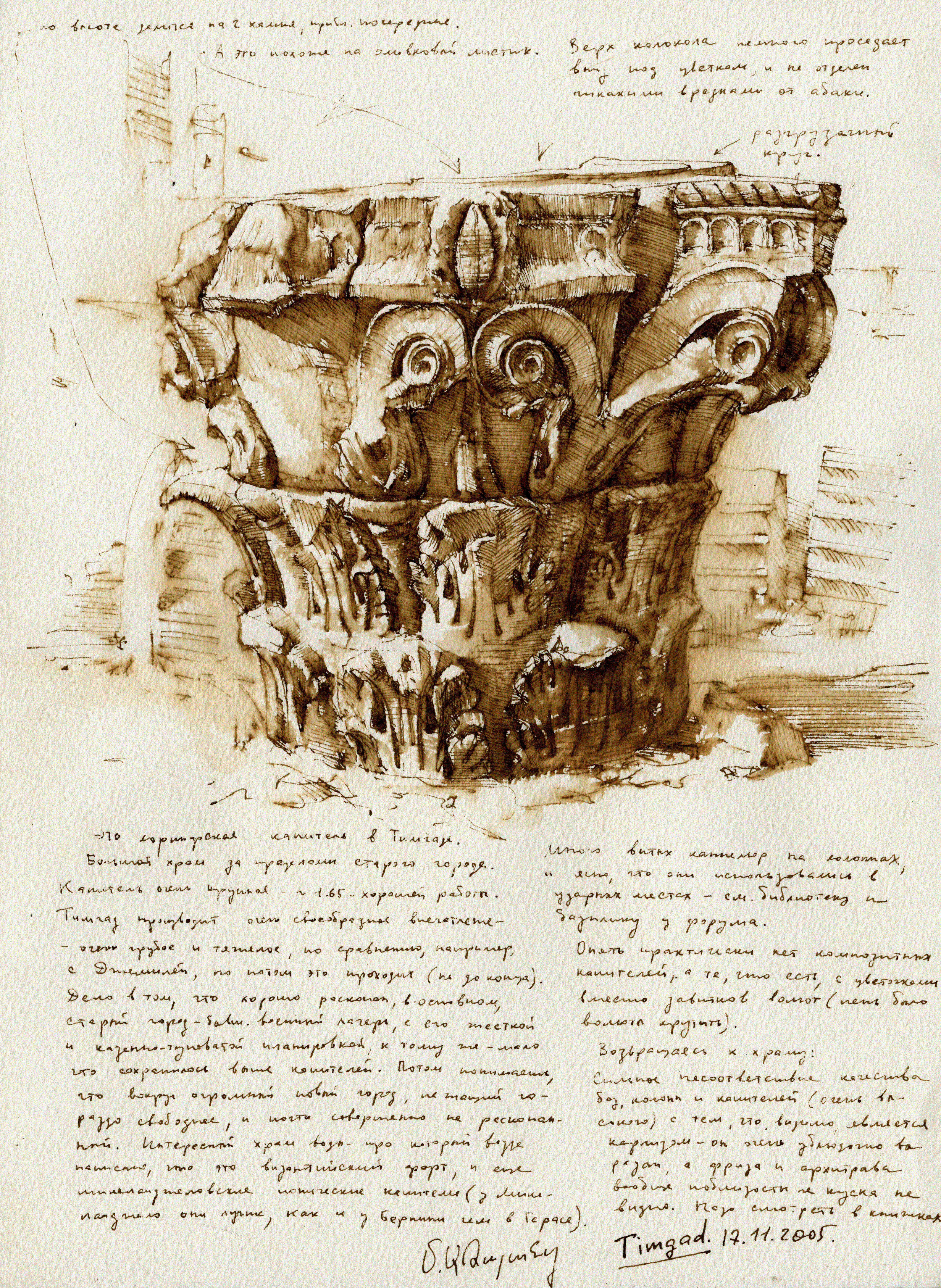
2005 Algeria. Timgad. Capitello di tempio dedicato a Giove Capitolino

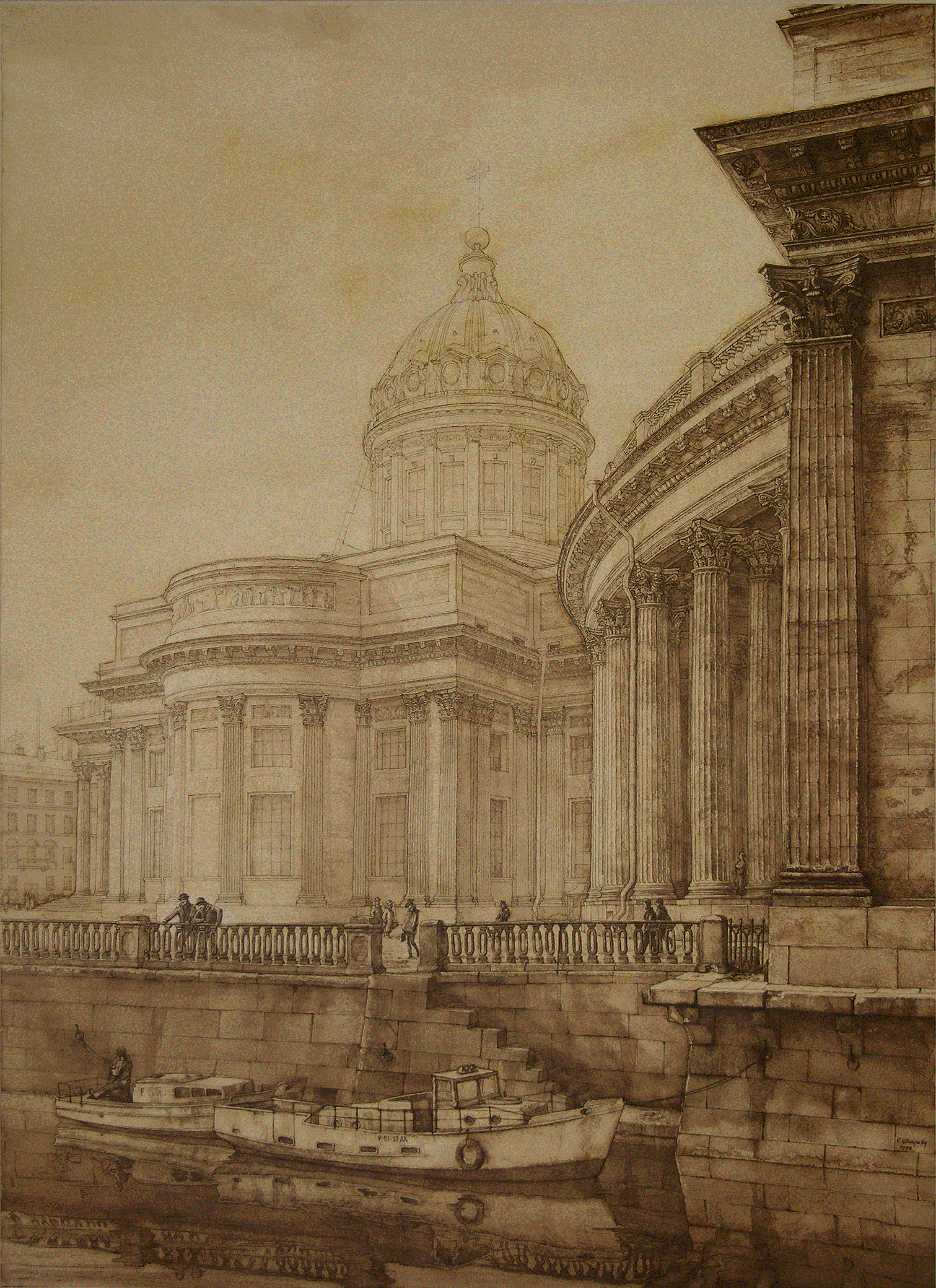
Cattedrale di Kazan' (San Pietroburgo)

### Architettura e Urbanistica

#### Selezione di Progetti
- Chiesa di San Giovanni Battista (Սուրբ Հովհաննես Մկրտիչ Surb Hovanes Mkrtych) in Nagorno-Karabakh (2013) — Realizzata.
- Parco Etnografico «Moya Rossia» («Mia Russia») a Sochi (2014)[8] — Realizzato.
- Resort montano «Gorky Gorod» a Sochi (2014)[9] — Realizzato.

#### Urbanistica
- Quartiere Residenziale «Ivakino-Pokrovskoye» (Regione di Mosca)[10].
- Quartiere Residenziale «Gorod Naberezhnikh» (Regione di Mosca)[11].

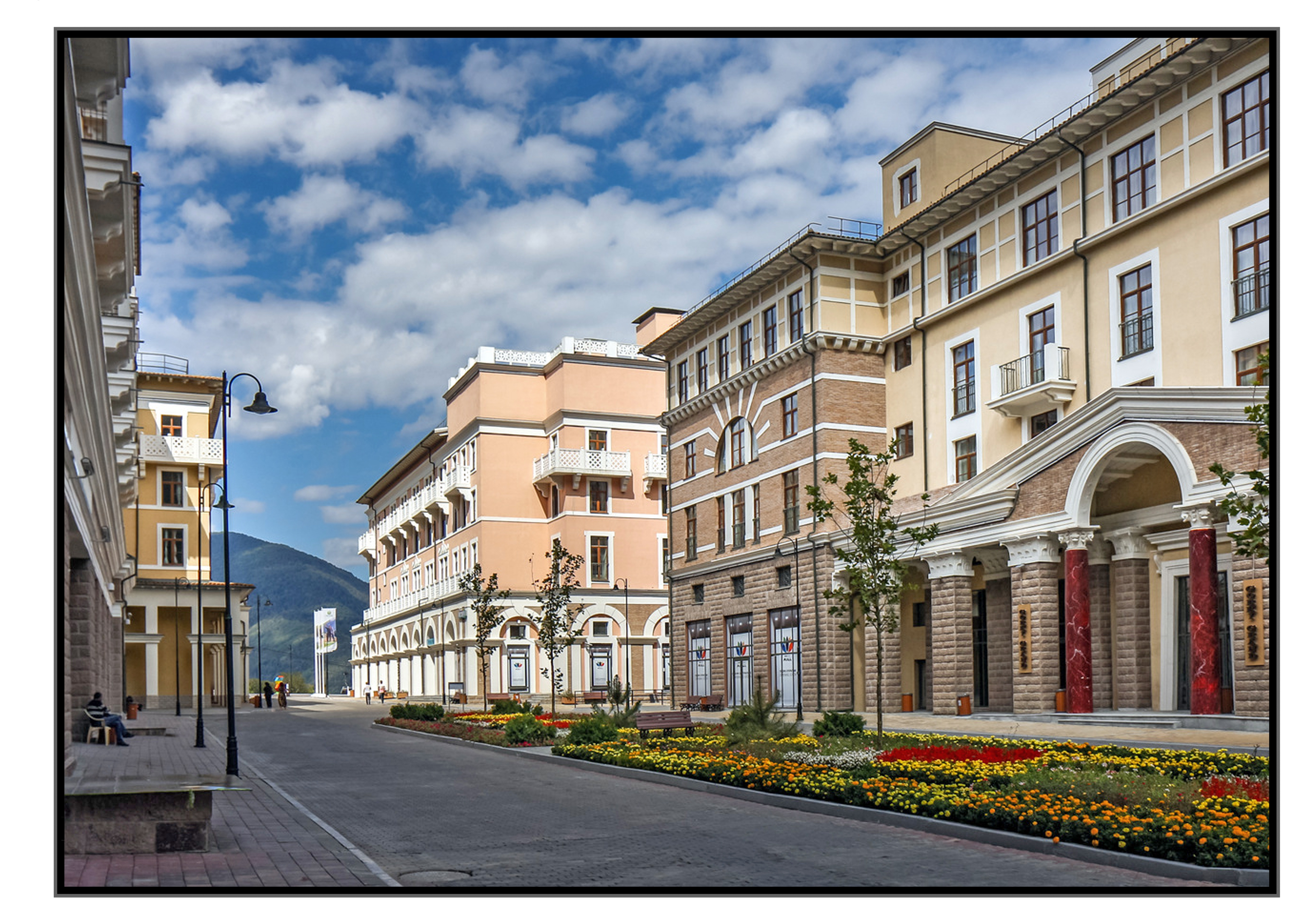
Resort Montano «Gorky Gorod» a Sochi (2014)

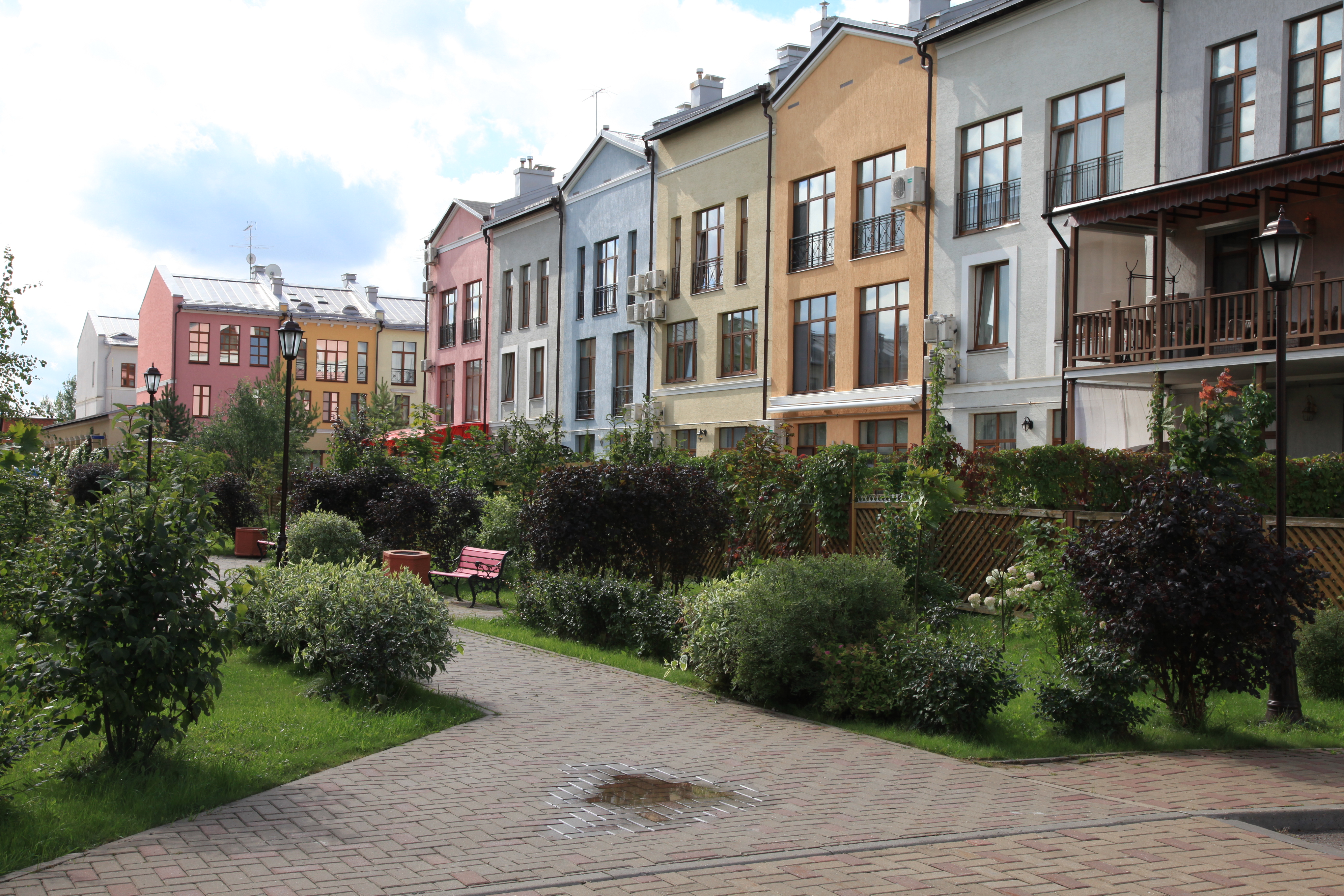
Quartiere Residenziale «Ivakino-Pokrovskoye» (Regione di Mosca)

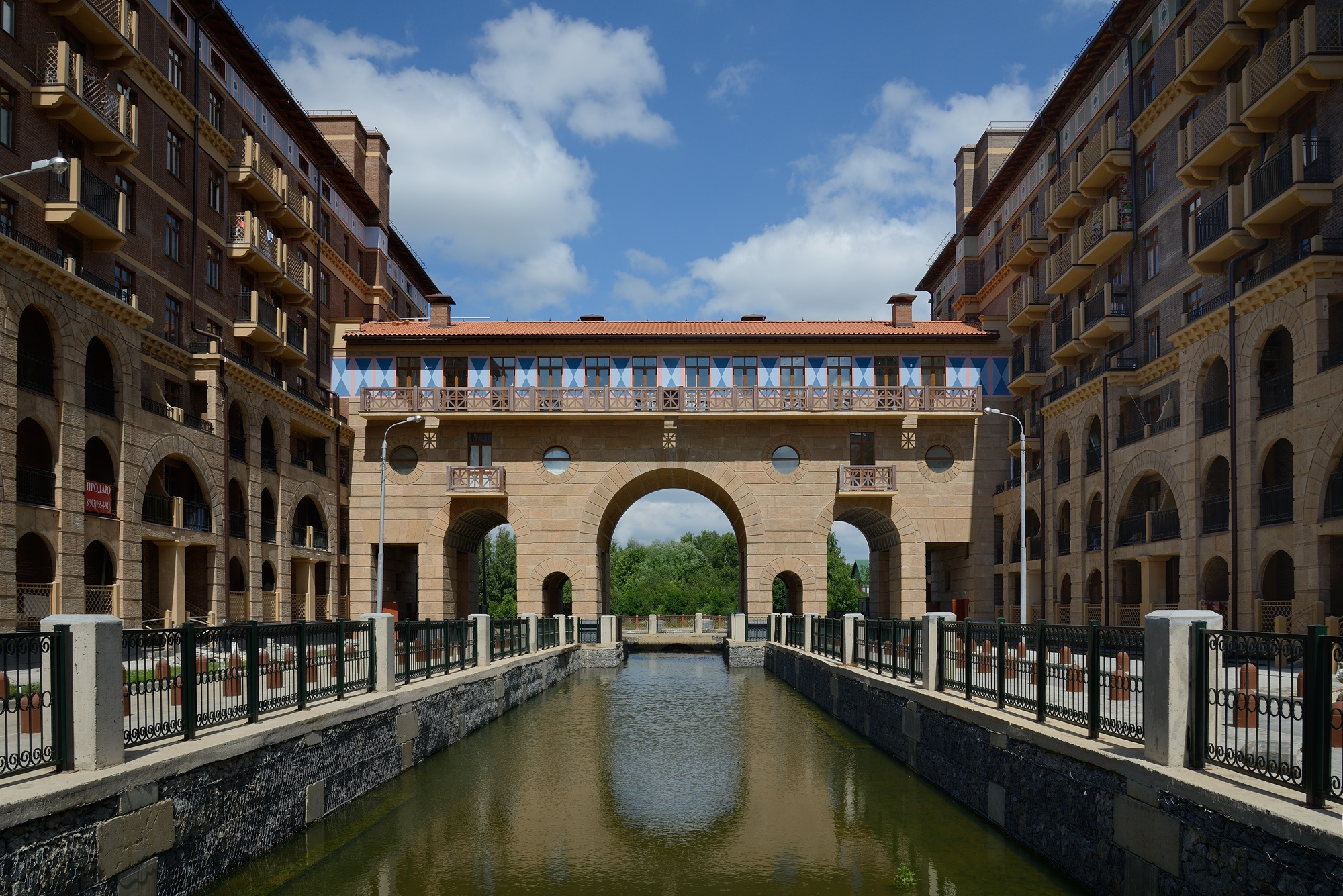
Quartiere Residenziale «Gorod Naberezhnikh» (Regione di Mosca)

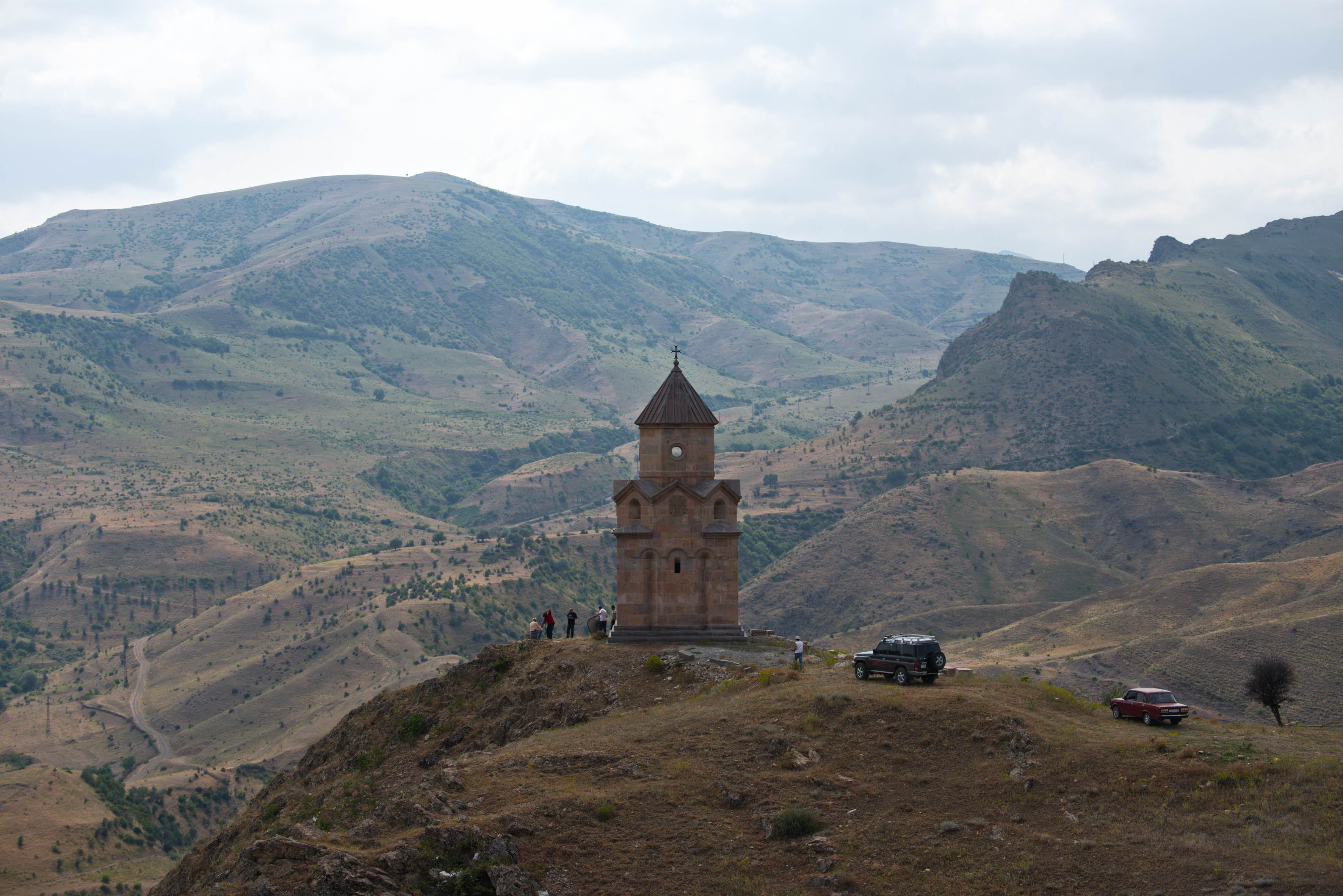
Villaggio di Karaglukh nella Provincia di Hadrut nel Nagorno-Karabakh. Chiesa di San Giovanni Battista

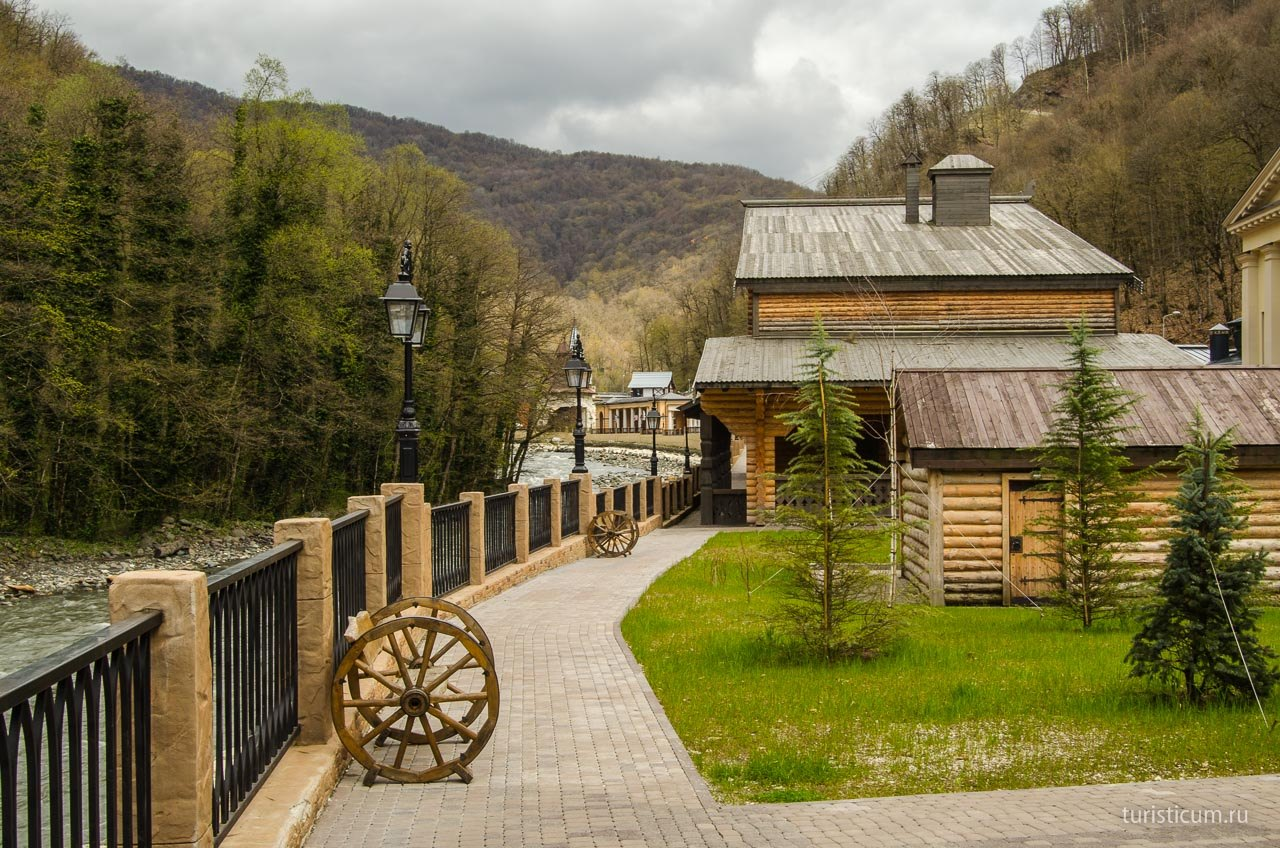
Parco Etnografico «Moya Rossia» a Sochi (2014)

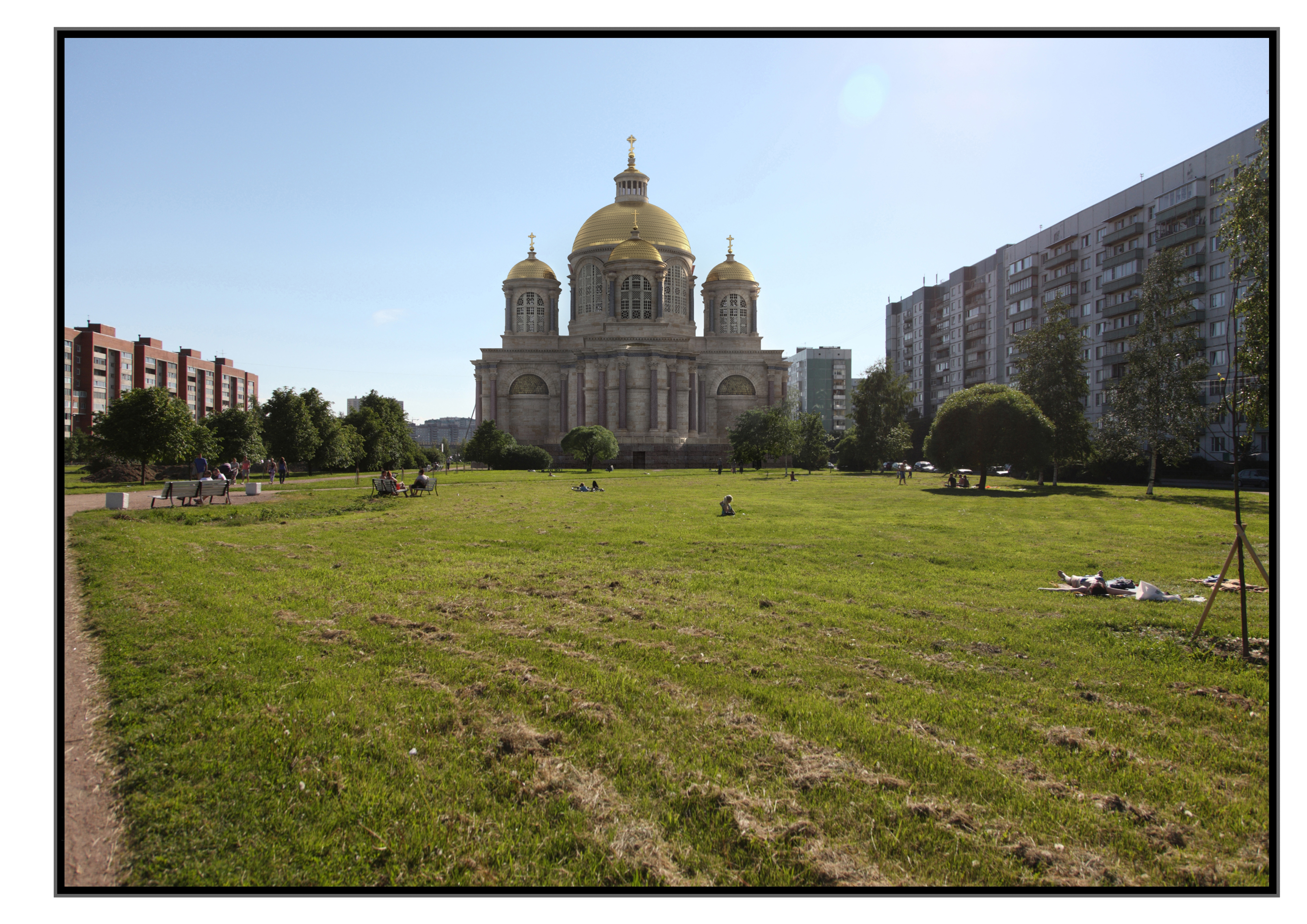
Cattedrale del Santo Spririto a San Pietroburgo. Progetto

### Restauro & Ristrutturazione
- Convento di Novo-Tikhvinsky e Cattedrale di St. Alexander Nevsky cathedral[12] a Ekaterinburg. Ripristito delle originarie strutture architettoniche.

## Selezione di Progetti per Concorsi Architettonici
- Progetto per la Corte Suprema della Federazione Russa a San Pietroburgo (2014) – Concorso organizzato dall’Amministrazione del Presidente della Federazione Russa—Progetto vincitore ed approvato, sebbene poi rigettato.[13][14]

## Insegnamento
- Tutor alla Summer School tenutasi a San Pietroburgo organizzata dall’Accademia di Belle Arti di San Pietroburgo (Dipartimento di Architettura) e la University of Notre Dame School of Architecture (1996).
- Consulente per alcune tesi di laurea degli studenti della Facoltà di Architettura dell’Università “La Sapienza” di Roma (1997—1998) per il seminario tenuto dal prof. Ettore Maria Mazzola.
- Lezioni magistrali presso l'University of Notre Dame School of Architecture Rome Studies. Per il corso di Studio Design tenuto dal prof. Ettore Maria Mazzola (dal 2001).
- Docente di Progettazione e Storia dell’architettura presso la Russian Academy of Fine Arts (Dipartimento di Architettura) (dal 2000).
- Saint Petersburg Stieglitz State Accademia delle Arti e Design[15] Dipartimenti delle Arti in Metallo, Vetro e Ceramica. Membro della Commissione per gli Esami di Stato (dal 2009).

## Mostre

### Architettura
- «A Vision of Europe», (Bologna, 1996) — Progetto di Tesi di Laurea «Museo della Marina a Kronshtadt».[16]
- III Moscow Biennale of Architecture, Mostra «Tendendenze. Storicismo» (2012) — Ispiratore e organizzatore della mostra correlate dedicate a 7 architetti russi e 7 stranieri appartenenti alla scuola di pensiero contemporanea neoclassica.[17]

### Arte
- «Last drawings of the century», San Pietroburgo (2000) — mostra dell’Associazione degli Artisti di San Pietroburgo – espositore.
- PAX ROMANA, Mosca (2008) — Museo statale d'architettura "Alexey Shchusev" — personale di 40 disegni e 150 foto.
- «Nothing but Italy! Architectural graphics XVIII—XXI centuries», Mosca (2014) — Galleria statale "Pavel Michajlovič Tret'jakov" — 8 opere grafiche.[18]
- «Roman Time. Graphics of Maxim Atayants», Mosca (2016) — Museo statale di belle arti "Aleksandr Sergeevič Puškin".[19]

## Premi
- Premiato con il titolo onorifico di “Architetto di Valore Russo” (3 maggio 2018).[20]
- 2018 International Making Cities Livable Urban Design Award — “per i suoi eccezionali progetti di Nuovi quartieri residenziali Classici nella Regione di Mosca e del Sochi Ski Village.[21]
- 2016 Premio Europeo Capo Circeo Category: «Architettura e Arte» — “per i suoli manufatti artistici e architettonici basati sui canoni dell’antica cultura Romana”.[22]

## Ricostruzione del Villaggio di Karaglukh
All’inizio del 1991, il Villaggio di Karaglukh venne distrutto durante il corso dell’operazione «Anello». Il cimitero del villaggio venne contaminato e devastato, così come la stele commemorativa dedicata ai residenti del villaggio vittime della Seconda Guerra Mondiale (che era stata promossa e finanziata negli anni '50 dai residenti locali) che venne distrutta. Al termine delle operazioni, tutti gli edifici e le infrastrutture del villaggio caddero in rovina e il villaggio fu abbandonato.
Nel 2011, dopo aver visitato con la sua famiglia Karaglukh, Maxim Atayants decise di costruire una nuova chiesa, vicino al villaggio, dedicando tutti i suoi sforzi e mezzi finanziari per ricostruire l'intero villaggio. Nel 2018 risultano eseguiti i seguenti significativi interventi: la chiesa di Giovanni Battista, progettata da Maxim Atayants, è stata costruita e consacrata, la chiesa di Santa Maria, eretta dall'antenato di Maxim Atayants, è stata restaurata e nuovamente consacrata. La Stele Commemorativa dei Caduti della Seconda Guerra Mondiale è stata ricostruita per anastilosi. La fornitura di acqua ed elettricità al villaggio è stata ripristinata. Sono stati realizzati tre nuovi edifici residenziali, mentre altri due sono in costruzione. Tutti questi edifici sono stati realizzati seguendo l’idea di Maxim Atayants, basata sull’impiego di forme e materiali tradizionali, al fine di non disturbare l'amenità del luogo e il suo fascino turistico.
In aggiunta a tutto questo, è in fase di costruzione un impianto di trasformazione agricola per i prodotti dell’agricoltura locale.